# 銭主
銭主（せんしゅ）とは、中世日本における債権者のこと。これに対して債務者を負人・借主と称した。

## 概要
鎌倉時代後期以後、貨幣経済の発展に伴って田畑や宅地の売買や米や銭などの貸借関係が急激に増加し、それは社会のあらゆる階層を巻き込んでいった。
既に鎌倉時代の段階で借上と呼ばれる高利貸業者が存在していたが、室町時代に入るとその傾向に拍車がかかり、都市部の土倉や酒屋、祠堂銭などを保有する寺院、そして年貢などの収入を持つ武士や名主などが次々と米や銭を貸し付ける銭主となった。当時の利息は五文子（月あたり5分）から八文子（月あたり8分）とされ、返済の出来ない負人の田畑や宅地、その他動産を担保として差し押さえていった。
こうした状況にやがて徳政令を求める一揆（徳政一揆）が頻発するようになり、徳政令による債務破棄のみならず、時には一揆の攻撃の対象とされて銭主側も大きな被害を受けるようになった。
そのため、室町幕府は銭主・負人双方に対して分一銭として貸借金額の1割（場合によっては2割）を先に幕府に納めた方に貸借関係の処理権を認める（当然、銭主が納めれば債権が保護される徳政禁制扱いを求め、負人が納めれば債務が破棄される徳政令と同じ扱いを求めることになる）措置を取って、徳政一揆によって失われた土倉役・酒屋役などの財政収入の補填と債権債務訴訟を結び付ける解決策は図った。